# Gvanin
Gvanin je jedna od četiri glavne nukleobaze koje se nalaze u nukleinskim kiselinama (DNK i RNK). 
Ime je izvedeno iz riječi "guano" (ptičji izmet) jer je gvanin prvi put izoliran iz ptičjeg izmeta. Gvanin je derivat purina, a u baznom paru čini tri vodikove veze s citozinom. Građen je od purinskog heterocikličnog prstena. Raspoređen je okomito s ostalim nukleobazama pomoću aromatskih interakcija. Nukleozid gvanina je gvanozin.
Gvanin može biti hidroliziran jakim kiselinama na glicin, amonijak, ugljikov dioksid i ugljikov monoksid. Oksidira lakše nego adenin. Ima visoko talište od 350 °C. Relativno je netopljiv u vodi, ali je topljiv u razrijeđenim kiselinama i bazama.